# Heliconius automatia
Heliconius automatia är en fjärilsart som beskrevs av Charles Oberthür 1925. Heliconius automatia ingår i släktet Heliconius och familjen praktfjärilar. Inga underarter finns listade i Catalogue of Life.